# Parco naturale regionale del Sasso Simone e Simoncello
Il parco naturale interregionale del Sasso Simone e Simoncello è un'area naturale protetta situata nel cuore del Montefeltro, istituita inizialmente dalla regione Marche nel 1994 come parco naturale regionale. Successivamente, in seguito al passaggio dei comuni dell'Alta Valmarecchia dalla regione Marche alla regione Emilia-Romagna, una parte del territorio del parco (quella appartenente ai comuni di Pennabilli e Montecopiolo) si è trovata ad essere ricompresa nella provincia di Rimini, in Emilia-Romagna.

## Descrizione
Questo ha portato all'istituzione nel 2013, di comune accordo fra le due regioni interessate, del Parco naturale interregionale del Sasso Simone e Simoncello, i cui confini ricalcano quelli del precedente parco regionale. Il parco è amministrato da un Ente di gestione unico, sottoposto però alla vigilanza e alle disposizioni amministrative di entrambi i territori regionali di appartenenza.

### Territorio
Il parco occupa un territorio di 4.991 ettari, situato nelle province di Pesaro-Urbino e Rimini, ai confini con l’omonima riserva naturale toscana nel comune di Sestino (AR), nell’antico territorio del Montefeltro. 
Il paesaggio del parco, prevalentemente collinare-montuoso, è interessato dai rilievi dei Sassi Simone e Simoncello, del Monte Canale, del Monte Palazzolo, con quote comprese tra i 670 m s.l.m. e i 1415 m s.l.m. del Monte Carpegna, vetta del parco e spartiacque tra la Valle del Foglia, la Val Marecchia e la Valle del Conca.

### Comuni interessati
Il territorio del parco interessa i comuni di Carpegna (PU), Frontino (PU), Montecopiolo (RN), Pennabilli (RN), Piandimeleto (PU) e Pietrarubbia (PU).

## Galleria d'immagini

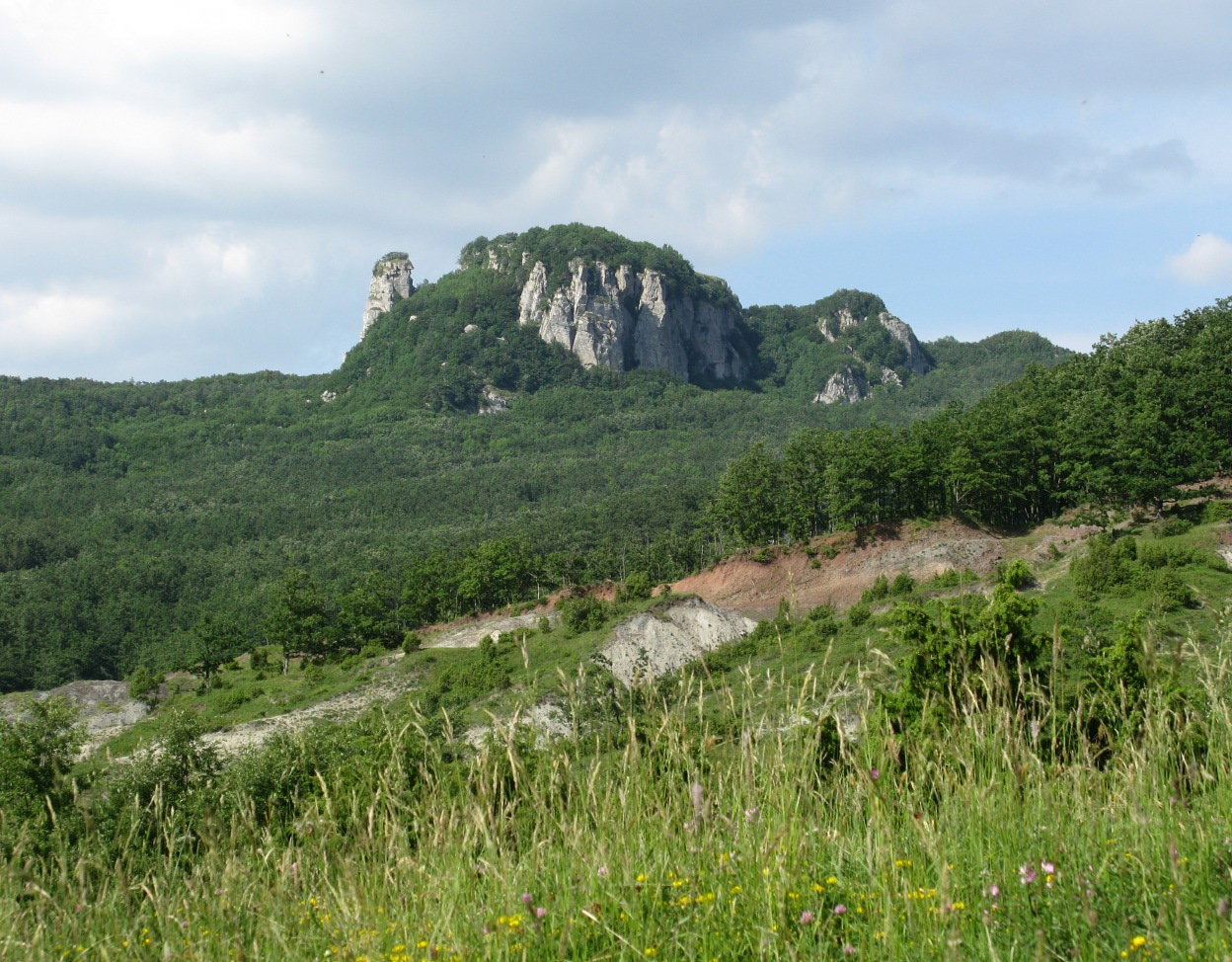
Il Sasso Simoncello visto da sud
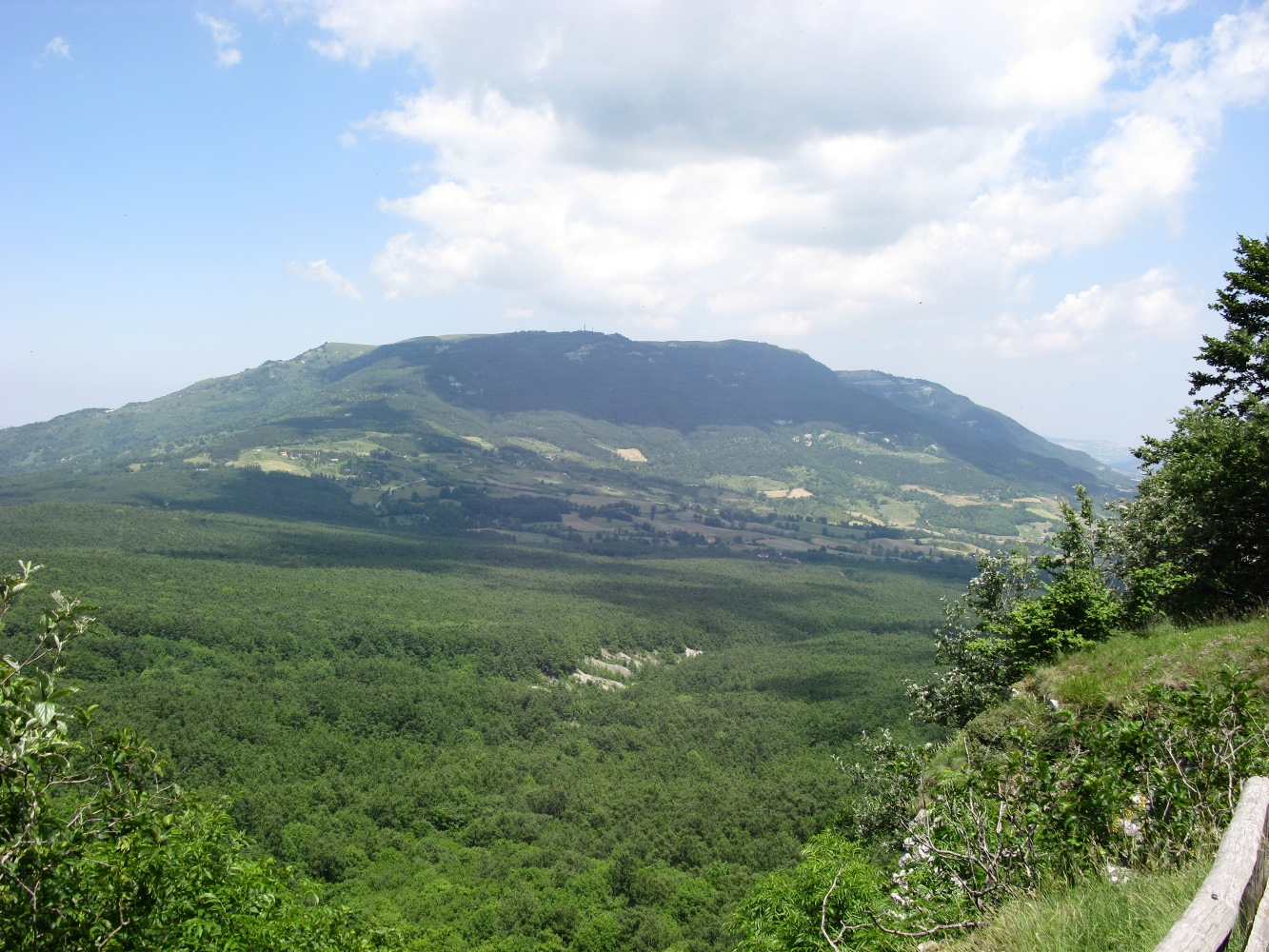
Il Monte Carpegna visto dal Sasso Simone